# 姜成林
姜成林（1942年—），是一位中国微生物学家。

## 简介
云南省昭通市威信县大山乡人，父亲姜荣泰，母亲杨传真，妻子唐岫瑛。1960年工作于中国科学院昆明植物研究所农抗组，于1978年向云南省政府建议成立云南省微生物研究所并工作至今。

## 职务
为研究员，博士生导师，曾任云南省微生物研究所所长，教育部微生物资源开放研究重点实验室主任。

## 成果
主持，指导过国家基金、云南省基金，国际合作项目，重点项目约15项。
发表论文210余篇，专著6册，申请专利16项，发现了6个放线菌新属和110多个新种。

## 科学领域纪念
姜成林教授是国内外著名的放线菌研究专家，在放线菌资源研究方面做了大量工作，在学术研究上取得了丰硕的成果。其中，放线菌里就有一个新属用他的姓氏命名，Jiangella.
参见:International Journal of Systematic and Evolutionary Microbiology (Int J Syst Evol Microbiol), Mar 2005; 55: 881 - 884,2005.